# Templo de Isis-Urania
El templo de Isis-Urania fue el primero de la Orden Hermética de la Aurora Dorada, una organización fundada en 1888 en Londres por William Robert Woodman, William Wynn Westcott y Samuel Liddell MacGregor Mathers, siendo los tres masones y de la Societas Rosicruciana in Anglia (S. R. I. A.). Se mantuvo tras la disolución de la orden, aunque fue cerrado en 1914.

## Historia
En octubre de 1887, Westcott escribió a Anna Sprengel, cuyo nombre y dirección recibió mediante la decodificación de unos manuscritos cifrados. Se afirmó que se recibió una respuesta con mucha sabiduría, y se confirieron grados honoríficos de Adepto Exento a Westcott, Mathers y Woodman, así como un estatuto para establecer un templo de la Aurora Dorada para trabajar los cinco grados descritos en los manuscritos.
En 1888 se fundó el templo de Isis-Urania en Londres, donde se llevaron a cabo los rituales descritos en los manuscritos cifrados. Las mujeres podían participar en igualdad con los hombres, a diferencia de en la masonería y en la S. R. I. A..
Hacia finales de 1899, los adeptos de los templos de Isis-Urania y Amen-Ra estaban extremadamente insatisfechos con el liderazgo de Mathers, así como con su creciente amistad con Aleister Crowley. Ellos estaban también ansiosos por establecer contacto con unas entidades conocidas como los Jefes Secretos, en lugar de tener que usar para ello a Mathers de intermediario. Entre los desacuerdos personales dentro del templo de Isis-Urania, hubo disputas entre La Esfera de Florence Farr, una sociedad secreta dentro de Isis-Urania, y el resto de los Adeptus Minors.
Después de que el templo de Isis-Urania declarara su independencia, hubo aún más disputas, lo que llevó a la renuncia de William Butler Yeats. Hubo un comité de tres para gobernar temporalmente, que incluía a P. W. Bullock, M. W. Blackden y John William Brodie-Innes. Al poco tiempo, Bullock dimitió y el Dr. Robert Felkin ocupó su lugar. Durante este tiempo entraron en conflicto con Annie Horniman, lo que la llevó a dejar la orden para siempre. En mayo de 1903, Brodie-Innes intentó aprobar una nueva constitución con la que se convertiría en jefe de la orden. Se le opuso la mayoría de los miembros restantes liderados por Arthur Edward Waite, Marcus Blackden y William Alexander Ayton. El grupo opuesto propuso que la orden debería reorganizarse y reenfocarse en una dirección mística conservando el control del templo de Isis-Urania, mientras que aquellos que desearan realizar operaciones mágicas activas deberían separarse. Esto llevó a una minoría bajo Felkin y Brodie-Innes, incluido Yeats, a separarse para formar Stella Matutina.
Waite, Blackden y Ayton eran ahora los líderes de la orden que ahora llamaron Rito Independiente y Rectificado de la Aurora Dorada o la Sagrada Orden de la Aurora Dorada, cuyo objetivo era explorar el misticismo. Sin embargo, Blackden y Ayton no asumieron ningún papel activo y dejaron a Waite a cargo. Entre los que se adhirieron a la orden reformada se encontraban Arthur Machen, Algernon Blackwood, Pamela Colman Smith e Isabelle de Steiger. La orden también ganó un nuevo miembro activo, Evelyn Underhill, en 1905. Después de la muerte de Ayton, el coronel Webber tomó su lugar.
El nuevo templo, argumentó Francis King, "abandonó todo trabajo mágico, abolió los exámenes dentro de la Segunda Orden y utilizó rituales muy revisados diseñados para expresar un misticismo cristiano algo tortuoso". Estas revisiones fueron llevadas a cabo por Waite y las puso en práctica en 1910. King las describió como "pomposas y prolijas".
Las modificaciones de Waite a los rituales se inspiraron parcialmente en sus investigaciones sobre los orígenes de los manuscritos cifrados que comenzaron en 1908. Waite concluyó que las inconsistencias de los manuscritos significaban que no podían reflejar tradiciones genuinas del antiguo Egipto como se había afirmado y, de hecho, habían sido compuestos en algún momento a finales del siglo XIX. Esto condujo a una nueva y virulenta disputa entre quienes aceptaban los hallazgos de Waite y quienes no. Estas disputas sacaron a Marcus Blackden de su reclusión para argumentar que los manuscritos cifrados representaban un conocimiento antiguo genuino transmitido oralmente a través de los fellaheen egipcios. Este conflicto llevó a Waite a cerrar el templo en 1914 y formar una nueva orden, la Comunidad de la Rosacruz, con total independencia de la Aurora Dorado y sus ramas, llevándose consigo a varios miembros. R. A. Gilbert respalda la explicación de Waite sobre el fin de la orden, mientras que King especula que la verdadera razón para el fin de la orden fue que varios de los adeptos tenían una fuerte aversión por los nuevos rituales de Waite.